# الحزب التقدمي (الولايات المتحدة 1948)
كان الحزب التقدمي في الولايات المتحدة لعام 1948 حزبًا سياسيًا يساريًا في الولايات المتحدة الأمريكية لعب دور عربة لحملة هنري إيه والاس، الذي كان نائب رئيس أسبق، ليصبح رئيس الولايات المتحدة في عام 1948. سعى الحزب إلى القضاء على التمييز العنصري وتأسيس نظام ضمان صحي وطني وتوسيع نظام الرفاه وتأميم صناعة الطاقة. سعى الحزب أيضًا إلى مصالحة مع الاتحاد السوفييتي خلال المراحل الأولى من الحرب الباردة.
شغل والاس منصب نائب الرئيس في إدارة فرانكلين دي روزفلت، إلا أنه استبعد من لائحة الحزب الديمقراطي في عام 1944. في أعقاب نهاية الحرب العالمية الثانية، برز والاس كناقد بارز لسياسات الرئيس هاري إس ترومان في الحرب الباردة. عقد مؤيدو والاس المؤتمر الوطني التقدمي لعام 1948، الذي رشح لائحة تضم والاس والسيناتور الديمقراطي جلين إتش تايلور عن ولاية أيداهو. على الرغم من التحديات التي شكلها والاس والمرشح الجمهوري توماس إي ديوي وستروم ثورموند عن الحزب الديمقراطي ليمين الولاية الذي كان يؤيد العزل العنصري، فاز ترومان بولاية ثانية في انتخابات العام 1948. فاز والاس ب 2.4% من الأصوات، وهي نسبة أقل بكثير من نسبة الأصوات التي نالها ثيودور روزفلت وروبيرت لا فوليت، المرشحين الرئاسيين عن لائحة الحزب لعامي 1912 و1924 على التوالي. لم يكن لأي من هذه الأحزاب صلة مباشرة بحزب والاس، على الرغم من أن هذه الأحزاب كانت تضم مجموعات أيديولوجية أثرت في العديد من أعضاء الحزب التقدمي لعام 1948.
في عام 1950، مع اندلاع الحرب الكورية، تراجع والاس عن آرائه حول السياسة الخارجية وبات منعزلًا عن مؤيديه السابقين. رشح الحزب المحامي فينسنت هالينان لمنصب الرئاسة في عام 1952، وفاز هالينان بنسبة 0.2% من إجمالي أصوات التصويت الشعبي. بدأ الحزب بالتفكك في عام 1955 مع الانخفاض المتزايد لشعبية خصوم مناهضة الشيوعية، وتفكك بالكامل، باستثناء عدد قليل من الأحزاب التقدمية الفرعية في الولايات، في أواخر الستينيات من القرن العشرين.
كان الحزب التقدمي التابع لهنري والاس، وما يزال، مثيرًا للجدل بسبب قضية النفوذ الشيوعي. شغل الحزب دور ملاذ آمن للشيوعيين ولمؤيدي المنظمات السياسية والليبراليين المناهضين للحرب خلال فترة الخوف الأحمر الثانية. وكان من بين المؤيدين البارزين للحزب التقدمي النائب الأمريكي فيتو ماركانتونيو والكاتب نورمان مايلر، ولفترة وجيزة، الممثلة آفا جاردنر.

## التأسيس
بدأ تشكل الحزب التقدمي في عام 1946، بعد طرد وزير التجارة الأمريكي ونائب الرئيس الأسبق ووزير الزراعة هنري إيه والاس في عام 1946 من إدارة ترومان بعد أن أخذ يعارض بصورة علنية سياسات ترومان. كانت المطالب بحزب ثالث آخذة بالتزايد حتى قبل أن يخرج والاس، الذي استبدله فرانكلين دي روزفلت بترومان كنائب للرئيس الذي كان أكثر اعتدالًا في المؤتمر الوطني الديمقراطي لعام 1944، من إدارة ترومان.
خرج والاس عن الخط الصلب الذي كان ترومان يتخذه ضد الاتحاد السوفييتي، وهو موقف منحه شعبية بين مؤيدي المنظمات السياسية وآخرين ممن عارضوا ما عرف بالحرب الباردة. ونال دعمًا من منظمتين كبرتين، لجنة المواطنين الوطنيين للعمل السياسي ولجنة المواطنين المستقلين للفنون والعلوم والمهن، اللتين كانتا لجنتي عمل سياسي أنشئتا لدعم روزفلت. اندمجت هاتين اللجنتين في شهر ديسمبر من عام 1946 تحت اسم المواطنين التقدميين في أمريكا التي شكلت العمود الفقري للحزب التقدمي ولحملة هنري والاس لمنصب الرئاسة الأمريكية في 23 و25 من شهر يوليو من عام 1948، حين أطلق المؤتمر الوطني التقدمي لعام 1948 في فيلادلفيا «حزبًا جديدًا» لحشد من المواطنين الليبراليين وأصحاب الميول اليسارية المتحمسين. يظهر فيلم كارل مارزاني، الذي كانت موسيقته التصويرية تتألف من كلمات ملهمة وأغان مسجلة في أماكن أخرى، كلًا من الاجتماعات التي أفضت إلى المؤتمر والمؤتمر نفسه. 

في كتابها مدرسة الظلام (1954)، كتبت بيلا دود، التي كانت عضوة في اللجنة الوطنية للحزب الشيوعي الأمريكي خرجت من الحزب في وقت لاحق ومضت لتدلي بشهادة مناهضة للشيوعية أمام الكونغرس، عن اجتماع للجنة الوطنية الشيوعية في شهر يونيو من عام 1947 كانت قد حضرته وقد وُضعت فيه خطة لتأسيس الحزب التقدمي لعام 1948: 
جاءت الفكرة كلها عند النهاية تقريبًا، حين قرأ [جون] غيتس أن حزبًا ثالثًا سيكون فعالًا بشدة في عام 1948، لكن ذلك سيكون ممكنًا فقط إذا كان هنري والاس مرشحه.
عندها ذكر الأمر بوضوح. كان الشيوعيون يقترحون حزبًا ثالثًا، حزبًا عماليًا وزراعيًا، كمناورة سياسية لانتخابات العام 1948. حتى أنهم كانوا يختارون المرشح.
حين انتهى غيتس، صعدت إلى المنصة. وقلت إنه على الرغم من أني لن أستبعد احتمال تأسيس حزب فلاحي وعمالي، فإن قرار تأسيس حزب ثالث في عام 1948 يجب ألا يستند على إذا ما كان هنري والاس سيترشح عنه، بل إذا ما كان حزب ثالث سيساعد في تلبية احتياجات العمال والمزارعين في أمريكا. وفي حال مشاركة حزب ثالث في انتخابات العام 1948، يجب أن يتخذ القرار من قبل مجموعات عمالية وفلاحية حسنة النية، وألا يتأجل إلى أن يتخذ القرار بعض الأشخاص غير المعروفين والسريين.
استقبلت ملاحظاتي بصمت شديد البرود. وحالما انتهيت، مضت اللجنة التي لم تجب على اعتراضي إلى عمل آخر.

إلا أنه كان من الواضح أن الفئة العليا كانت تعيش وقتًا صعبًا في ما يتعلق بهذا الاقتراح. وكان من الواضح أيضًا أن [يوجين] دينيس وفئته من الصبية الأذكياء كانوا يحتفظون لأنفسهم بالحق في اتخاذ القرار النهائي، وأن ذلك كان خفيًا بشكل عام على الحزب إلى درجة كبيرة.

## النفوذ الشيوعي
في شهر فبراير من عام 1948، قبل يومين من أن تضع انتخابات خاصة مرشح حزب العمال الأمريكي ليو إيساكسون في الكونغرس، حللت صحيفة نيويورك تايمز خلفية تحول الحزب التقدمي: 
كان السؤال الذي حملته الانتخابات الخاصة يدور حول مدى قوة استمرار تصويت حزب العمال بعد انسحاب عمال الملابس الموحدين في أمريكا واتحاد مناهضة للشيوعية من حزب العمال بسبب تأييده لترشح السيد والاس لمنصب الرئاسة، الأمر الذي ترك الشيوعيين وعناصر يسارية أخرى مسيطرة بصورة تامة على تنظيم ذلك الحزب. 
وضمن سياق أوسع، خلال التحضيرات للانتخابات الرئاسية، رشح الديمقراطيون هاري ترومان لولاية كاملة، في حين أعيد ترشيح حاكم نيويورك توماس إي ديوي، الذي كان قد خسر لروزفلت في عام 1944، من قبل الحزب الجمهوري. كان ديوي قد هزم السيناتور الانعزالي والمؤيد لعدم التدخل روبيرت إيه تافت عن ولاية أوهايو للترشح عن الحزب الكبير القديم وكان يؤيد سياسة عدوانية حيال الاتحاد السوفييتي.
لم يقدم الحزب الشيوعي الأمريكي مرشحًا رئيسيًا، وزكى عوضًا عن ذلك والاس لمنصب الرئاسة، نظرًا إلى أن زخم الحرب الباردة كان يشتد، واشتدت معه المشاعر المناهضة للشيوعية والمكارثية. أعاقت هذه التزكية والاس بكثير مما ساعدته. وحين رفض والاس طرد الشيوعيين العاملين في الحزب خلال انتخابات العام 1948، تعرضت حملته لانتقادات شديدة من قبل كل من مخيمي ترومان وديوي المعاديين للشيوعية بشدة.

تؤكد عضوة اللجنة الوطنية الشيوعية السابقة بيلا دود في كتابها مدرسة الظلام أنه فين حين كان والاس يمثل صوت الحزب التقدمي لعام 1948 و«زعيمه الملهم»، فإن الحزب كان مسيطرًا عليه فعليًا من قبل شيوعيين أمريكيين بارزين، ولا سيما ويليام زي فوستر ويوجين دينيس، اللذين عملا على ملء طاقم الحزب الجديد بأشخاص موالين لهما وأمليا سياسات تفضي إلى هزيمة ذاتية للحزب التقدمي. توصلت دود إلى أن: 
السبب وراء رغبتهما بحزب تقدمي صغير ومحدود كان أن صيغة الحزب تلك كانت الصيغة الوحيدة التي ستمكنهما من السيطرة عليه. وأرادا أن يسيطرا عليه لأنهما أرادا بديلًا سياسيًا للحزب الشيوعي الذي كانا يتوقعان أنه سيصبح عما قريب حزبًا غير قانوني. وسيكون حزب تقدمي محدود ومسيطر عليه تنظيمًا أشبه بالغطاء وبديلًا للحزب الشيوعي في حال حظر الأخير. 
اختلف المؤرخون حول مدى تشكيل الشيوعيون للحزب. ويتفق معظمهم على أن والاس لم يعر سوى القليل من الاهتمام لشؤون الحزب الداخلية. وحاجج المؤرخ شابسامير أن (1970 صفحة 181):
[الحزب التقدمي] كان يمثل أمرًا يختلف عما كان والاس يمثله. في الحقيقة كانت منظمة الحزب مسيطرة عليها منذ البداية من قبل أولئك الذين كانوا يمثلون اليسار الراديكالي، لا من قبل الليبرالية بحد ذاتها. جعل هذا اندساس الشيوعيين ومؤيدي المنظمات السياسية في المناصب الهامة ضمن جهاز الحزب أمرًأ شديد السهولة. وما إن حصل هذا، بدأت مواقف الحزب تشبه خطًا حزبيًا.